# Ajaigarh (fyrstestat)
 For alternative betydninger, se Ajaigarh. (Se også artikler, som begynder med Ajaigarh)
Ajaigarh var en stat på det indiske subkontinent. Staten blev etableret i 1765 og eksisterede frem til 1949, hvor den blev indlemmet i Indien. Staten var en af de indiske fyrstestater i kolonitidens Indien og havde i 1941 en befolkning på ca. 100.000 indbyggere. Dens areal var 2 077 km². Den blev regeret af en hersker med titlen raja (1731-1877) og maharaja (1877-1949). Byen Ajaigarh var landets hovedstad.
Ajaigarh blev grundlagt af Jagat Raja i 1731, og blev regeret af det rajputiske dynasti Bundela. Den blev et britisk protektorat i i 1807. Briterne besatte Ajaigarh mellem 1855 og 1859, men beholdt i øvrigt fyrstendømmet som en vasalstat. Som følge af Indiens selvstændighed blev Ajaigarh indlemmet i Indien den 1. januar 1950, hvor det blev integreret i delstaten Vindhya Pradesh, der i 1956 blev en del af Madhya Pradesh.